# U-244
U-244 – niemiecki okręt podwodny (U-Boot) typu VII C z okresu II wojny światowej. Okręt wszedł do służby w 1943 roku.

## Historia
Okręt włączony do 5. Flotylli U-Bootów w celach szkoleniowych, 1 sierpnia 1944 roku przeniesiony do 9. a potem 11. Flotylli jako jednostka bojowa. 
Odbył cztery patrole bojowe, podczas których nie zatopił żadnej jednostki przeciwnika.
Poddany 14 maja 1945 roku w Loch Eriboll (Szkocja). Zatopiony ogniem artyleryjskim (po zerwaniu się z holu) przez niszczyciel ORP „Piorun” podczas operacji Deadlight.